# Dimitris Dragatakis
Dimitris Dragatakis (Platanoussa (Ioannina), 4 de febrer, 1914 - Atenes, 18 de desembre, 2001), va ser un compositor grec i una de les figures destacades de la música d'art grega del segle xx.
Dimitris Dragatakis va estudiar violí i teoria avançada al Conservatori Nacional d'Atenes. Va participar durant molts anys a l'orquestra de l'Òpera Nacional de Grega (1951-1969) i va ensenyar teoria avançada al Conservatori Nacional, on també va ser membre del Comitè Artístic i de la Junta Directiva de la institució (1977-2001). Una gran part de la generació més jove de compositors grecs eren els seus alumnes Philippos Tsalahouris, George Konitopoulos, Alexandros Mouzas). Dragatakis va morir a Atenes.
Va ser distingit en molts concursos de composició, mentre que per tota la seva obra va ser guardonat amb el Premi "Maria Callas" del Tercer Programa de la Ràdio Hel·lènica i el Premi "G. A. Papaioannou" de l'Acadèmia d'Atenes. El seu llenguatge musical és bastant personal. Seguint l'estela de l'escola nacional grega i el neoclassicisme europeu, Dragatakis assimila l'avantguarda musical a través de les lliçons sonores de la tradició musical de l'Epir. Gran part de la seva obra ha estat publicada i registrada.